# Anton Müller (Mathematiker)
Anton Müller (* 1799 in Seckenheim; † 10. Mai 1860 in Zürich) war ein deutscher Mathematiker, Bibliothekar und Hochschullehrer.

## Leben
Müllers frühe Ausbildung ist nicht bekannt. Er studierte an der Universität Heidelberg. Dort schloss er das Studium der Mathematik mit der Promotion zum Dr. phil. ab. 1822 erfolgte seine Habilitation an der Philosophischen Fakultät der Heidelberger Universität, an der er fortan als Privatdozent der Mathematik lehrte. Außerdem erhielt er eine Stelle als Bibliothekar an der Universitätsbibliothek Heidelberg.
Müller folgte 1837 einem Ruf als ordentlicher Professor der Mathematik an die Universität Zürich. Dort stand er von 1843 bis 1845 der Philosophischen Fakultät als Dekan vor. Er lehrte an der Züricher Hochschule bis zu seinem Tod und las unter anderem regelmäßig die Reine Mathematik, Mechanik, Astronomie, Geometrie und Geodäsie.

## Werke (Auswahl)
- Dissertatio mathematico-historica de binomii ac polynomii problematis quam pro facultate legendi auctoritate illustris philosophorum ordinis in Academia, Gutmann, Heidelberg 1822.
- Die allgemeinsten Gesetze der sphärischen Polygonometrie, und die allgemeinsten Gleichungen der gauchen Polygone, Groß, Heidelberg 1836.
- Novae theoriae functionum symmetrarum specimen, Schulthess, Zürich 1837.
- Zur Polyedrometrie, Gross, Heidelberg 1837.
- Die algebraische Auflösung der Gleichungen des fünften und sechsten Grades , Hallberger, Stuttgart 1848.
- Die Fundamentalgesetze der höheren Geometrie, Halberg, Stuttgart 1850.